# دوري الدرجة الأولى الروماني 1933–34
دوري الدرجة الأولى الروماني 1933–34 (بالرومانية: Divizia A 1933-1934)‏ هو الموسم 22 من دوري الدرجة الأولى الروماني. أقيم خلال الفترة 10 سبتمبر 1933 وحتى 22 يوليو 1934، وأشرف على تنظيمه اتحاد رومانيا لكرة القدم، وكان عدد الأندية المشاركة فيه 16، وفاز فيه فينوس بوخارست.